# Sporobolus fibrosus
Sporobolus fibrosus är en gräsart som beskrevs av Thomas Arthur Cope. Sporobolus fibrosus ingår i släktet droppgräs, och familjen gräs. Inga underarter finns listade i Catalogue of Life.